# Machete

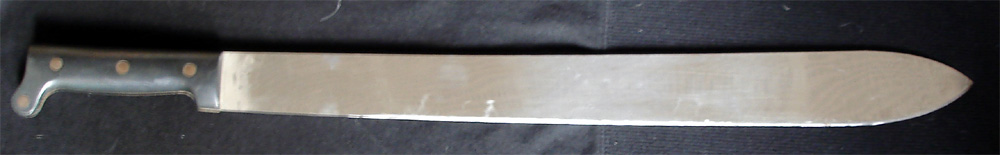
Uma típica machete do continente americano

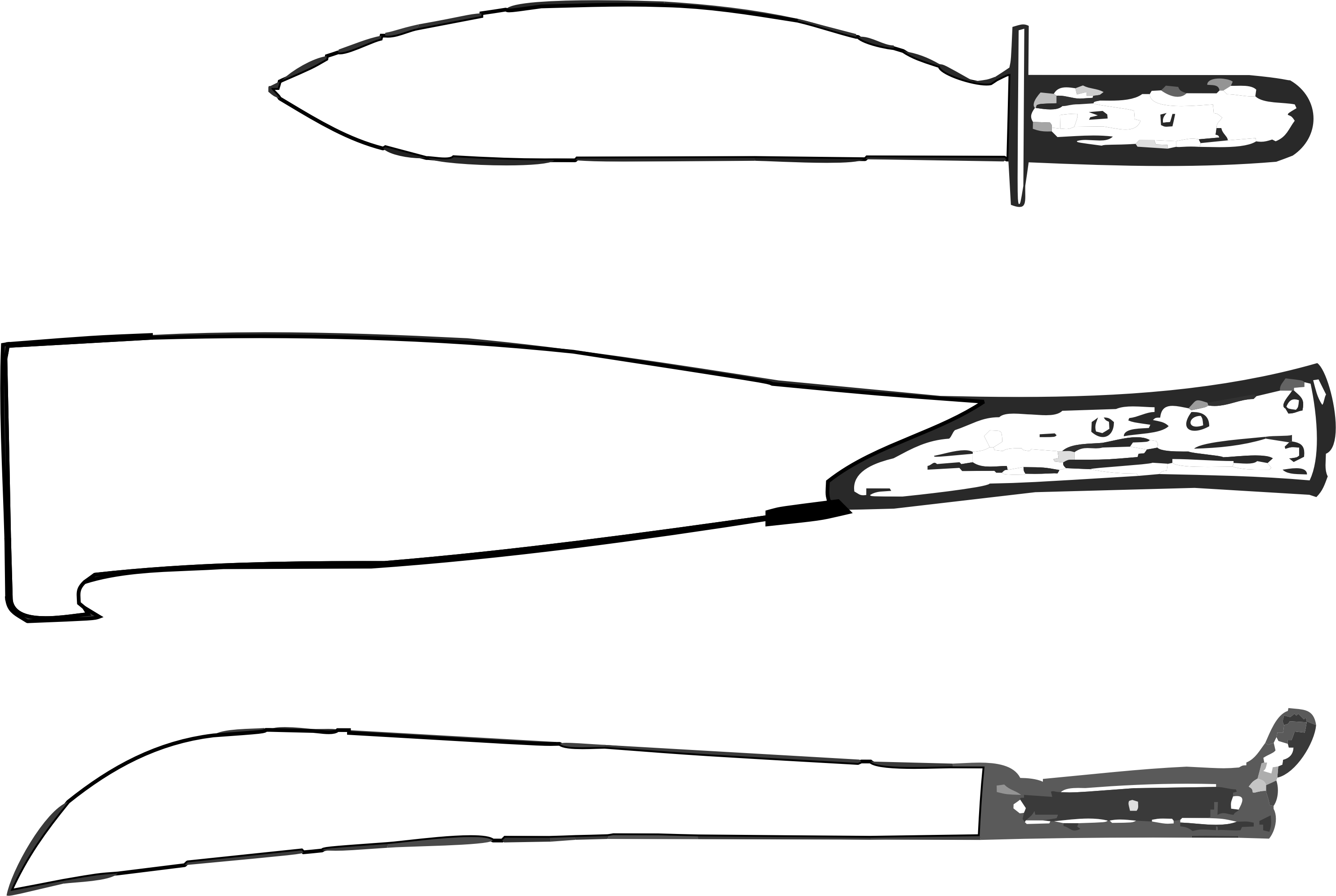
Tipos de facas machete.

Machete, catana, facão ou terçado uma faca de mato de maiores dimensões, utilizada em acampamentos, caça, pesca, e por militares. É uma lâmina larga usada como uma ferramenta agrícola semelhante a um machado, ou em combate como uma faca de lâmina longa. A lâmina tem tipicamente 30 a 66 centímetros de comprimento e geralmente menos de 3 milímetros de espessura. Na língua espanhola, a palavra é possivelmente uma forma diminutiva da palavra macho, que foi usada para se referir a marretas. Alternativamente, sua origem pode ser machaera, o nome dado pelos gregos e romanos à falcata. É a origem do termo equivalente em língua inglesa matchet, embora isso seja raramente usado. Em grande parte do Caribe de língua inglesa, como a Jamaica, Barbados, Guiana, Granada e Trinidad e Tobago, o termo cutlass é usado para essas ferramentas agrícolas.